# Colón (ort i Colombia, Putumayo, Colón, lat 1,19, long -76,97)
Colón är en ort i Colombia.   Den ligger i departementet Putumayo, i den sydvästra delen av landet, 500 km sydväst om huvudstaden Bogotá. Colón ligger 2 081 meter över havet och antalet invånare är 3 269.
Terrängen runt Colón är huvudsakligen lite bergig. Colón ligger nere i en dal. Runt Colón är det ganska glesbefolkat, med 26 invånare per kvadratkilometer. Närmaste större samhälle är Sibundoy, 5,2 km öster om Colón. Omgivningarna runt Colón är en mosaik av jordbruksmark och naturlig växtlighet.